# United States Army Forces in the Far East
Ne doit pas être confondu avec USAF.

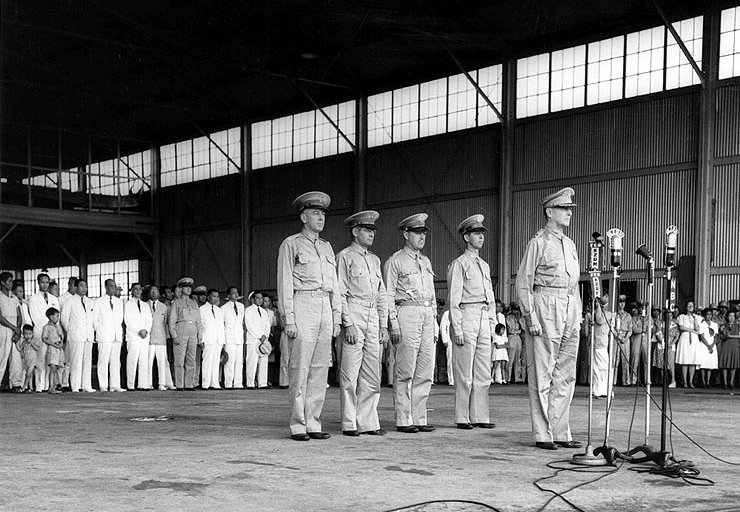
Cérémonie le 14 août 1941 de la Philippines Army Air Corps avec le général MacArthur, de gauche à droite derrière lui les Lt. Col. Richard K. Sutherland, Col. Harold H. George, Lt. Col. William F. Marquat, et le Maj. LeGrande A. Diller.

L'United States Army Forces in the Far East ou simplement USAFFE regroupait les forces américaines et philippines du Commonwealth des Philippines avant l'entrée en guerre des États-Unis en 1941. Elle comprenait le Philippine Department (troupes de l'US Army aux Philippines), l'armée philippine (2 divisions régulières et dix de réserve) et la US Far East Air Force. Le quartier général de l'USAFFE  fut créé le 26 juillet 1941, au 1, Calle Victoria au Fort William McKinley, à Manille avec le Major General MacArthur comme commandant. Le chef d'état-major était le Lieutenant General Richard K. Sutherland avec pour adjoint le Major General Richard J. Marshall.
Créée sur une suggestion de MacArthur (après une première recommandation des services militaires de renseignement américains), cette structure résultait de la menace japonaise qui se précisait, de la concentration des troupes américaines d'Orient quasi uniquement aux Philippines et de la nécessité d'organiser et de former les troupes philippines et défendre l'archipel.
Au 30 novembre 1941, l'USAFFE comptait 31 000 hommes, 28 591 engagés dont 12 000 Philippins ainsi que 291 avions de combat (dont 121 périmés) au 7 décembre 1941.
Elle a participé à la bataille des Philippines et a été contrainte de se replier après l'offensive japonaise de mai 1942, et une partie de ses membres rejoignit la résistance armée.

## Bataille
- Bataille des Philippines (1941-1942)

- Force militaire du Commonwealth des Philippines.

## Ordre de bataille

### 31 juillet 1941
Effectifs total
22 532 (1 434 officiers—21 098 soldats, incluant 11,937 Philippine Scouts (en))
- USAFFE Headquarters (5)
- Philippine Department Headquarters (289)
- Philippine Division (10 473)
- Harbor Defenses of Manila and Subic Bays (en) (5 360)
- Philippine Army Air Corps (2,407)
- 26th Cavalry Regiment (838)
- 43rd Infantry Regiment (329)
- 86th Field Artillery Battalion (PS) (388)
- 88th Field Artillery Regiment (PS)(518)
- 808th Military Police Company (69)
- Service Detachments (1 836)
- Autre (20)

### 30 novembre 1941
Effectifs totaux: 31 095 (2,504 officiers et 28,591 soldats, incluant 11 957 Philippine Scouts)
- USAFFE Headquarters (61)
- Philippine Department (553)
- North Luzon Force (38)
- South Luzon Force (10)
- Visayan-Mindanao Force (9)
- Philippine Division (10 233)
- Harbor Defenses of Manila and Subic Bays (5 225)
- Far East Air Force (5 609)
- 26th Cavalry Regiment (PS)(842)
- 43d Infantry Regiment (PS) (328)
- 86th Field Artillery Battalion (PS) (395)
- 88th Field Artillery Regiment (PS) (538)
- 200th Coast Artillery (AA) Regiment (1,809)
- 192nd Tank Battalion (588)
- 194th Tank Battalion (410)
- 808th Military Police Company (160)
- Service Detachments (4,268)
- Autre (19)

## Source
- (en) Cet article est partiellement ou en totalité issu de l’article de Wikipédia en anglais intitulé « United States Army Forces in the Far East » (voir la liste des auteurs).